# Herrön, Karlstads kommun
Herrön är en bebyggelse på ön med samma namn i Östra Fågelviks socken i Karlstads kommun. Från 2015 avgränsar SCB här en småort.